# People Soup
People Soup ist ein US-amerikanischer Kurzfilm von Alan Arkin aus dem Jahr 1969, mit dem der Produzent Marc Merson für einen Oscar nominiert war.

## Inhalt
Der Schauspieler Alan Arkin, zu dieser Zeit 35 Jahre alt und bereits zweimal für den Oscar nominiert, filmte seine beiden minderjährigen Söhne Adam und Matthew, die mit verschiedenen Küchenzutaten experimentieren, um dann eine Suppe zu kreieren. Nachdem sie diese gegessen haben, können sie sich urplötzlich in immer wieder andere Tiere oder auch Gegenstände verwandeln. Sie haben viel Spaß bei ihrem Tun.

## Produktion
Produziert wurde der Film von der Columbia Pictures Corporation in Zusammenarbeit mit Pangloss Productions. Alan Arkin schrieb in den 1950er-Jahren, noch bevor er ein bekannter Schauspieler war, zwei Geschichten, die im Magazine of Fantasy & Science Fiction veröffentlicht wurden.

## Auszeichnung
Oscarverleihung 1970
- Nominierter: Marc Merson in der Kategorie „Bester Kurzfilm“ (Live Action)
Der Oscar ging jedoch an Joan Keller Stern und den Dokumentar-Kurzfilm The Magic Machines, der sich mit der Arbeit des Bildhauers Robert Gilbert befasst, der aus Schrottteilen kinetische und mechanische Maschinen erschafft, die er anschließend bemalt.